# Кортес (Флорида)
Кортес (англ. Cortez) — переписна місцевість (CDP) в США, в окрузі Манаті штату Флорида. Населення — 4121 особа (2020).

## Географія
Кортес розташований за координатами 27°28′5″ пн. ш. 82°40′13″ зх. д. / 27.46806° пн. ш. 82.67028° зх. д. (27.468187, -82.670195).  За даними Бюро перепису населення США в 2010 році переписна місцевість мала площу 13,22 км², з яких 5,86 км² — суходіл та 7,35 км² — водойми.

## Демографія
Згідно з переписом 2010 року, у переписній місцевості мешкала 4241 особа в 2284 домогосподарствах у складі 1348 родин. Густота населення становила 321 особа/км².  Було 3465 помешкань (262/км²).
Расовий склад населення:
| - 97,6 % — білих - 0,7 % — чорних або афроамериканців - 0,6 % — азіатів - 0,1 % — корінних американців |

До двох чи більше рас належало 0,6 %. Частка іспаномовних становила 2,2 % від усіх жителів.
За віковим діапазоном населення розподілялося таким чином: 7,7 % — особи молодші 18 років, 43,8 % — особи у віці 18—64 років, 48,5 % — особи у віці 65 років та старші. Медіана віку мешканця становила 64,2 року. На 100 осіб жіночої статі у переписній місцевості припадало 92,5 чоловіків;  на 100 жінок у віці від 18 років та старших — 92,9 чоловіків також старших 18 років.
Середній дохід на одне домашнє господарство  становив 62 263 долари США (медіана — 50 477), а середній дохід на одну сім'ю — 76 588 доларів (медіана — 69 087). Медіана доходів становила 53 333 долари для чоловіків та 36 466 доларів для жінок. За межею бідності перебувало 8,5 % осіб, у тому числі 0,0 % дітей у віці до 18 років та 5,9 % осіб у віці 65 років та старших.
Цивільне працевлаштоване населення становило 1446 осіб. Основні галузі зайнятості: освіта, охорона здоров'я та соціальна допомога — 29,6 %, мистецтво, розваги та відпочинок — 15,9 %, фінанси, страхування та нерухомість — 9,9 %, науковці, спеціалісти, менеджери — 9,2 %.